# Jolan Chang
Jolan Chang (chinesisch 張 忠蘭, * 9. Dezember 1917 in Hangzhou; † 25. April 2002 in Stockholm) war ein chinesisch-kanadischer Sexualwissenschaftler und taoistischer Philosoph, der die Koryphäen-Klassiker über östliche Sexualität Das Tao der Liebe und Das Tao des liebenden Paares schrieb. Er wurde in Hangzhou als Sohn eines Armeegenerals geboren. Nach der Revolution lebte er einige Jahre in Kanada, später zog er nach Schweden. Er starb in Stockholm.
Der britische Autor Lawrence Durrell schrieb 1980 in seinem Buch A smile in the Mind's Eye über Chang.
Das Tao der Liebe (mit Vorwort und Nachwort von Joseph Needham) interpretiert alte taoistische Sexuallehren in ein modernes Sexualitätsmodell. Beginnend mit dem Hintergrund von Tao und Yin/Yang geht das Buch dann auf folgende Themen ein: die Rolle der Frau beim Sex, die Bedeutung der Sexualität für die Gesundheit, die Kontrolle der Ejakulation, Methoden des Stechens, Beschreibungen verschiedener Geschlechtspositionen, Vorteile weiblicher Überlegenheitsstellungen, erotisches Küssen und das Tao, Überwindung von Impotenz, die Bedeutung weiblicher Befriedigung, Langlebigkeit in Bezug auf die sexuelle Gesundheit, Vorteile von Altersunterschieden zwischen Sexualpartnern und Atemübungen. Das Buch zeigte, dass die Prinzipien der alten taoistischen Texte heute auf die Stimulierung und Verbesserung der sexuellen Gesundheit anwendbar sind.

## Werke (Auswahl)
- Das Tao der Liebe: Unterweisungen in altchinesischer Liebeskunst. Rowohlt, Reinbek 1978, ISBN 978-3-498-00846-8.
- Das Tao für liebende Paare: Leben und Lieben im Einklang mit der Natur. Rowohlt, Reinbek 1983, ISBN 978-3-499-60715-8.
- The Food of Love and Sex: The Tao of Loving, Living and Eating. Element Books, Rockport 1995, ISBN 1-85230-635-1. (englisch)
- Jolan Chang, Sam Thornely: Zest for Life: Live Disease-free with the Tao. Dao Press, Stockholm 1995, ISBN 91-972563-0-7. (englisch)